# MPEG-1
MPEG-1 standard predstavlja prvu generaciju iz skupine MPEG standarda koja je uvedena u razdoblju od 1988. do 1991. godine. MPEG-1 je u stvari izvorni MPEG standard za lossy kompresiju audio-video signala s protokom do 1.5 Mbit/s bez gubitka kvalitete, razvijen za pravljenje video CD-ova, za digitalnu kablovsku/satelitsku TV i digitalni audio broatcasting (audio distribuciju). Danas, MPEG-1 je postao najkorišteniji kompatibilni lossy audio/video format korišten u mnogim proizvodima i tehnologijama. Najpoznatiji dio MPEG-1 standarda je MP3 audio format.

## MPEG-1 standard
MPEG-1 je standard koji se sastoji iz pet dijelova:
- Sistemski
- Video
- Audio
- Ispitivanje usklađenosti
- Softverska simulacija

## Sistemski dio
Sistemski dio određuje sloj sustava za kodiranje. On je razvijen prvenstveno za podršku video i audio kodiranja, metoda definirane u ISO / IEC 11172-2 i ISO / IEC 11172-3. Sistemski sloj podržava sljedeće osnovne funkcije: sinkronizacija više komprimiranih stream-ova za reprodukciju, prepletanje višestrukih komprimiranih stream-ova u jedan stream, kontinuirani buffer management i identifikacija vremena.

## Video
Određuje kodirani prikaz videa za digitalne medije za pohranu podataka i proces dekodiranja. Prvenstveno odnosi se na digitalni medij za pohranu i podržava kontinuiranu brzinu prijenosa do oko 1,5 Mbit/s (CD, digitalne audio trake, HDD te za ne-interlaced video formate). MPEG-1 Video iskorištava perceptivne metode kompresije da bi znatno smanjio količinu podataka potrebne za video stream. On smanjuje ili potpuno odbacuje informacije u određenim frekvencijama i u području slike koje ljudsko oko nije u mogućnosti da u potpunosti percipira. MPEG-1 Video iskorištava vremenske i prostorne redundantnosti uobičajene u video snimkama da postigne bolje kompresije podataka nego što bi bilo moguće na neki drugi način. Također, jer je ljudsko oko puno osjetljivije na male promjene u osvjetljenju nego u boji Chroma subsampling je učinkovit način da se smanji količina podataka u kompresiji. Prilikom ove kompresije kod videa s visokom prostornom kompleksnošću može se pojaviti manje neslaganje u boji, gdje će se ona pojaviti malo ispred ili malo iza ostatka objekata u videu. MPEG-1 Video je definirao maksimalnu veličinu kadra koja može biti do 4095×4095 piksela.

## Audio
Određuje visoko kvalitetni audio codec za pohranu audio medija. MPEG - 1 Audio koristi psihoakustiku da značajno smanji brzinu prijenosa podataka koje se zahtijevaju audio streamu. On smanjuje ili potpuno odbacuje određene dijelove zvuka koje ljudsko uho ne može čuti, bilo zbog toga što su u frekvencijama ograničene osjetljivosti, ili su maskirani od drugih obično glasnijih zvukova. Moguća su sljedeća kanalna kodiranja:
- Mono
- Joint stereo – kodiran po intenzitetu
- Joint stereo – M/S kodiran samo za Layer3
- Stereo
- Dual – dva mono kanala koja nisu u uzajamnoj vezi

Ostvaruje pohranu kontinuirane brzine prijenosa za audio i video bitstreams, za npr. CD, DAT i HDD te za sampling rates od 32 kHz, 44,1 kHz i 48 kHz. Ima tri layera:
- MPEG-1 Layer I nije ništa drugo do pojednostavljena verzija Layer II. Layer I koristi manji uzorak veličine okvira za vrlo niska kašnjenja i finije rezolucije. To je prednost kod aplikacija kao što su telekonferencije, studijsko uređivanje, itd. Zbog olakšavanja kodiranja u realnom vremenu on je niže složenosti nego Layer II. Layer I je imao ograničenu primjenu te je ubrzo postao nepotreban i zastario.
- MPEG-1 Layer II (MP2 često pogrešno nazivan MUSICAM) je lossy audio format dizajniran je kako bi osigurao visoku kvalitetu na oko 192 kbit/s za stereo zvuk. Dekodiranje MP2 audia je računalno jednostavniji, u odnosu na MP3, AAC, itd.
- MPEG-1 Layer III (MP3) je lossy audio format prvobitno dizajniran da osigura zadovoljavajuću kvalitetu na oko 64 kbit/s za mono zvuk preko jednog kanala ISDN veze, i 128 kbit/s za stereo zvuk. MP3 lossy algoritam je osmišljen kako bi se uvelike smanjila količina podataka potrebnih za audio snimanje ali da još uvijek zvuči kao vjerna reprodukcija izvornog nekomprimiranog zvuk. Kompresija djeluje tako što smanjuje točnost pojedinih dijelova zvuka za koji se smatra da su izvan slušne razlučivosti većine ljudi. Ova metoda se obično naziva perceptivno kodiranje. Ona koristi psihoakustične modele za odbacivanje ili smanjivanje preciznosti komponenti manje čujnih ljudskom uhu, a zatim bilježi preostale informacije na učinkovit način.

## Ispitivanje usklađenosti
Ispitivanje ispravnosti implementiranja standarda. Sumira zahtjeve, unakrsne reference i određuje kako usklađenost s njima može biti ispitana. Daje smjernice kako izraditi testove i odrediti njihov ishod.

## Softverska simulacija
Softverska simulacija predstavlja tehnički izvještaj koji pokazuje kako se kodiranje i dekodiranje vrši prema standardu

## Vanjske poveznice
- Official Web Page of the Moving Picture Experts Group (MPEG) a working group of ISO/IEC (engl.)
- ISO. "ISO/IEC 11172-1:1993 - Information technology -- Coding of moving pictures and associated audio for digital storage media at up to about 1,5 Mbit/s -- Part 1: Systems" (engl.)
- ISO. "ISO/IEC 11172-2:1993 - Information technology -- Coding of moving pictures and associated audio for digital storage media at up to about 1,5 Mbit/s -- Part 2: Video" (engl.)
- ISO. "ISO/IEC 11172-3:1993 - Information technology -- Coding of moving pictures and associated audio for digital storage media at up to about 1,5 Mbit/s -- Part 3: Audio" (engl.)
- ISO. "ISO/IEC 11172-4:1995 - Information technology -- Coding of moving pictures and associated audio for digital storage media at up to about 1,5 Mbit/s -- Part 4: Compliance testing" (engl.)
- ISO. "ISO/IEC TR 11172-5:1998 - Information technology -- Coding of moving pictures and associated audio for digital storage media at up to about 1,5 Mbit/s -- Part 5: Software simulation" (engl.)